# 맷 와인버그
맷 와인버그(Matt Weinberg, 1990년 7월 3일 ~ )는 미국의 배우이다.

## 출연 작품
- 벤치워머스 (2006)
- 너의 아버지가 누구냐? (2003)
- 헌티드 라이트하우스 (2003)
- 주까? 마까! (2002)
- 핫 칙 (2002)
- 엑스맨 (2000)
- 프렌즈 (1994)